# Hit poletja
Hit poletja je roman o mladem dekletu, ki sanja o pevski karieri. Knjigo je napisal Feri Lainšček, izšla pa je pri Cankarjevi založbi leta 2008.

## Vsebina
Roman se začne z vrnitvijo “falirane” študentke Tine v svoj domači kraj na Štajersko. Tam se spusti v ljubezensko razmerje s fantom Matjažem in se potem, ko se spre s starši, tudi preseli k njemu.
Po neuspelem študiju postanejo Tinine sanje petje. Želi si peti svoje pesmi, s katerimi bi ljudem lahko nekaj sporočila. Za pomoč se obrne na Maksija, ki se ukvarja z vsem možnim, od posojanja ozvočenja, organizacije koncertov do servisiranja igralnih avtomatov. Tina je vedela, da je on njena edina možnost, edini, ki ji lahko pomaga pri glasbeni karieri. In res, Maksi ji uredi snemanje njene pesmi Jutro na pločniku v studiu, nadene si tudi umetniško ime Kamela. Po tem gre njena kariera samo še navzgor. Njena pesem se vrti po radiu, veliko nastopa, pojavlja se v televizijskih oddajah, radijskih intervjujih. Takšen način življenja pa ni všeč Matjažu, ki je delno ljubosumen, delno pa tudi razočaran, saj se počuti odrinjenega, ker je Tina na prvo mesto postavila svojo kariero.
Po posvetovanju s producentom se udeleži poletnega, popevkarskega festivala v Portorožu. Večer pred festivalom jo na hodniku pred hotelom producent Edi napade in izsiljuje za poljube. Tina ga sicer odločno zavrne, a vse skupaj v objektiv ulovi nek fotograf in fotografija se naslednji dan pojavi v Novicah, v članku z naslovom Ali je ostal s trdim pred vrati ali pa je festivalska zgodba pevke Kamele v resnici še bolj pikantna? . Tina še isti dan pograbi prtljago in skorajda zbeži iz Portoroža, stran od festivala. Čim hitreje hoče do svojega fanta, da mu vse razloži. Ko pride domov, jo čaka prazno stanovanje in pismo, v katerem ji Matjaž pove, da je sprejel službo na naftni ploščadi in da z njo prekinja vse stike. Tina nato kariero, nastope, škandale pusti za sabo in se zares vrne domov, k staršem.

## Film
V osnovi je bila to le kratka zgodba z naslovom Se spomniš, Maksi? ki jo je Lainšček leta 2005 objavil v Delu in nato še v Poletje v zgodbi. Zgodbo sta nato v scenarij priredila Metod Pevec, ki je film tudi režiral in seveda Lainšček. 
Lainšček je šele po nastanku in predvajanju filma Hit poletja svojo kratko zgodbo razširil v istoimenski roman.
V filmu, ki je bil prvič predvajan leta 2008, Tino igra Ula Furlan, njenega fanta Matjaža odigra Primož Bezjak (Petelinji zajtrk), v vlogi Maksija se odlično znajde Bojan Emerščič (Babica gre na jug), slinastega in vsiljivega producenta pa uprizori Dario Varga (Petelinji zajtrk). V ostalih vlogah najdemo še Silvo Čušin (Skriti spomin Angele Vode), Vlada Novaka (Petelinji zajtrk), Borisa Cavazzo (Piran - Pirano).
V filmu se pojavi tudi Vlado Kreslin, ki z glavno junakinjo na koncu posname duet za pesem Abel in Kajn. Za vlogo Tine je pesmi pela pevka Severa Gjurin.